# Troisième guerre de Mithridate
La troisième guerre mithridatique opposa de 74 av. J.-C. à 63 av. J.-C. la République romaine à Mithridate VI, roi du Pont. Elle se termina par la victoire finale de Rome et par le suicide de Mithridate, dont le royaume du Pont, joint à la Bithynie, devint une province romaine.

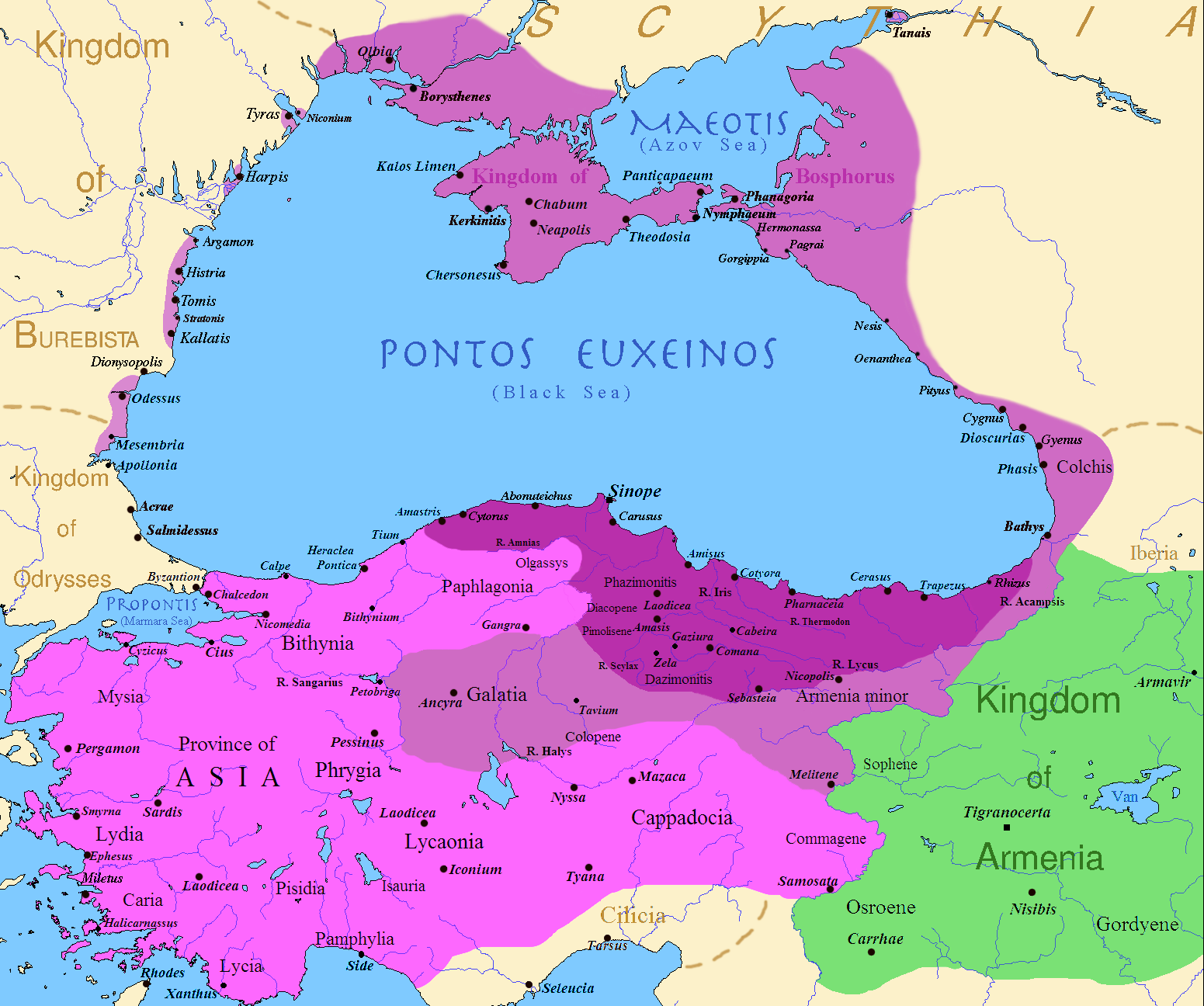
Le théâtre des opérations : en violet le royaume de Mithridate dans sa plus grande extension, après la première guerre mithridatique ; en vert l'Arménie.

## Sources
Aucun ouvrage historique contemporain des faits ne nous est parvenu. On peut cependant glaner bon nombre d'informations éparses dans l'œuvre de Cicéron comme le Pro Murena, le Pro Archia ou encore le De Imperio. Plutarque, qui a écrit au début du IIe siècle une « Vie de Lucullus » et une « Vie de Pompée », les deux commandants romains ayant mené la lutte contre le roi du Pont, constitue une source particulièrement importante. Appien, un autre auteur grec du IIe siècle, est également une source d'informations indispensable sur les guerres mithridatiques : il y consacre le livre XII (Mithridatique) de son Histoire romaine. Écrit longtemps après les faits, l'ouvrage manque cependant de repères chronologiques. Il arrive qu'Appien et Plutarque ne s'accordent pas sur certains points. Dans son Abrégé des histoires philippiques, Justin, qui s'inspire de Trogue Pompée, consacre deux livres (37 et 38) à Mithridate. Memnon d'Héraclée, dans l'ouvrage qu'il consacre à sa ville d'origine, qui n'est connu que grâce au codex 224 de la Bibliothèque de Photios de Constantinople, fournit également des renseignements intéressants sur Mithridate. On ne peut que déplorer la perte des livres de la monumentale histoire romaine de Tite-Live concernant notre sujet (seuls des abrégés appelés periochæ nous en donnent une idée) et espérer que, peut-être, la découverte de palimpsestes encore non-identifiés nous les restitue, les technologies modernes permettant de lire les textes antiques effacés.

## Débuts du conflit
En 74 av. J.-C., Nicomède IV mourut en léguant le royaume de Bithynie aux Romains. Dès qu'il l'apprit, Mithridate, qui comptait sur l'aide du roi d'Arménie, Tigrane II, et sur celle du marianiste Sertorius qui résistait toujours en Espagne, partit en campagne. Au printemps il envahit la Bithynie : une partie des habitants l'accueillit en libérateur. De nombreux Romains, qui n'avaient pas oublié les massacres perpétrés en 88 av. J.-C. lors de la première guerre mithridatique, se réfugièrent dans Chalcédoine, à l'entrée méridionale du Bosphore. Le proconsul Cotta crut pouvoir vaincre Mithridate sans attendre le renfort de Lucius Licinius Lucullus, gouverneur de Cilicie. Mithridate disposait de cent vingt mille fantassins et seize mille cavaliers, ainsi que de chars armés de faux. Grâce aux conseillers militaires envoyés par Sertorius, la formation de ces troupes était la même que celle des Romains. Cotta, ayant perdu soixante vaisseaux et quatre mille fantassins, dut s'enfermer dans Chalcédoine.

## Intervention de Lucullus

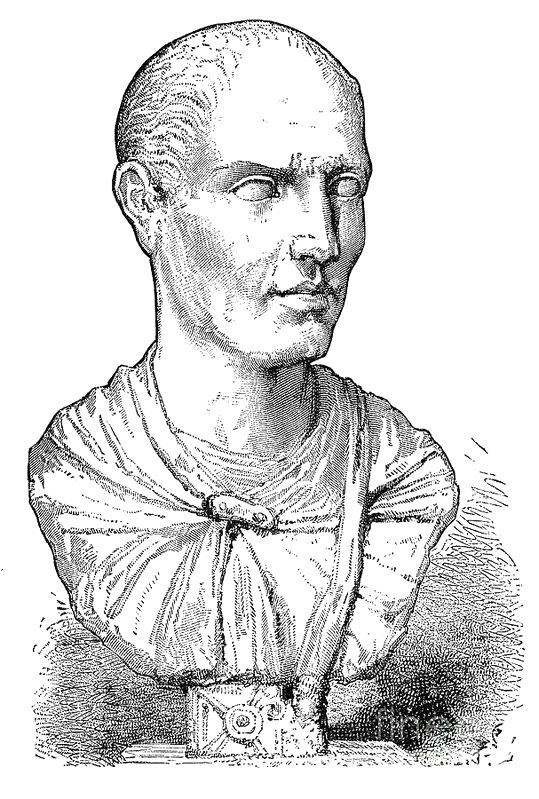
Lucullus.

Passant outre l'avis de son état-major, qui était d'attaquer directement le royaume du Pont, Lucullus, qui disposait de trente mille fantassins et deux mille cinq cents cavaliers, se dirigea vers Chalcédoine pour délivrer Cotta. Selon Plutarque, il se retrouva à Otryae en Phrygie face à une partie de l'armée pontique dirigée par Marius, un général envoyé d'Espagne par Sertorius. Au moment où le combat allait s'engager, un grand corps enflammé serait tombé entre les deux armées, qui, effrayées, se retirèrent chacune de leur côté. Pour Théodore Reinach, qui parle de « la chute d'un bolide », Lucullus trouva là un prétexte pour ne pas livrer combat à un ennemi supérieur en nombre. On ne peut pas exclure qu'il s'agisse de la chute d'une météorite, surtout si Otryae est l'actuelle Kayakent où un cratère de cet âge a été répertorié. Mithridate étant allé mettre le siège devant Cyzique, Lucullus le poursuivit.
Le siège de Cyzique en Mysie, sur la Propontide, constitua un tournant de la guerre. Les raisons pour lesquelles Mithridate voulait prendre la ville demeurent inconnues. Selon Eutrope, Mithridate considérait la cité comme la clé de l'Asie. Plutarque avance l'idée que le roi voulait se venger des Cyziciens, qui s'étaient portés au secours des Romains à Chalcédoine. Après avoir tenté en vain d'ébranler le moral des habitants en exhibant sous leurs murs leurs compatriotes prisonniers, Mithridate attaqua la ville tant par mer que par terre au moyen de formidables machines de siège. Il commit cependant l'erreur de laisser Lucullus occuper une position extrêmement favorable, d'où il pouvait à son gré intercepter les convois de ravitaillement pontiques. Les Romains bloquèrent et affamèrent les assiégeants, contraignant Mithridate à lever le siège au printemps suivant, après de très lourdes pertes. Tandis que le roi du Pont s'échappait par mer, les débris de son armée, qui comptait encore une trentaine de milliers d'hommes, gagnèrent Lampsaque par voie de terre. Lucullus ayant mis le siège devant cette ville, Mithridate dut la faire évacuer.
Le seul atout restant de Mithridate était sa flotte, dont une escadre était passée en mer Égée. Lucullus, après avoir capturé treize navires pontiques près de Ténédos, détruisit ce qui restait de la flotte de Mithridate près de Lemnos. Au cours de ces combats, il captura et fit exécuter Marius le borgne. Lucullus espérait mettre fin à la guerre en s'emparant de Mithridate qui s'était réfugié à Nicomédie, mais Voconius, le légat chargé de l'intercepter, tarda à bloquer les issues de la ville et le roi, bien qu'il eût subi de lourdes pertes en mer à cause du mauvais temps, parvint à nouveau à s'enfuir et à regagner ses États. Dans cette situation désespérée, Mithridate sollicita l'assistance de son fils Macharès, roi du Bosphore cimmérien, ainsi que celle de son gendre Tigrane, roi d'Arménie. Selon Memnon, ce dernier, quoique réticent, se laissa convaincre par son épouse.
De son côté, loin de se décourager, Lucullus poursuivit Mithridate dans son royaume, où il assiégea les cités de la côte. Mithridate, qui avait confié la défense d'Amisos au général Callimaque, se replia à Cabira et organisa la défense des vallées intérieures. Au cours de l'hiver 72-71 av. J.-C., il avait réuni une armée qui comprenait quarante mille fantassins et quatre mille cavaliers. Au début de 71 av. J.-C., Lucullus marcha sur Cabira, mais fut d'abord tenu en échec par la cavalerie adverse. Il installa son camp sur les hauteurs dominant la ville. Le plan de Mithridate était de couper les approvisionnements de Lucullus qui venaient de Cappadoce. Au printemps, un contingent pontique qui avait attaqué un convoi de ravitaillement romain, fut pratiquement anéanti. À l'annonce de ce revers, Mithridate jugea plus prudent d'évacuer discrètement la place. Au vu des préparatifs, la panique s'empara des soldats de l'armée royale, qui crurent qu'on les abandonnait. Au cours d'une invraisemblable débandade, Mithridate ne dut son salut qu'à la cupidité des cavaliers romains lancés à sa poursuite : s'étant emparés d'une mule chargée d'or, ils laissèrent échapper le roi. Ce dernier, qui avait expédié ses sœurs et les femmes de son gynécée dans la forteresse de Pharnacie, donna alors des ordres afin qu'elles périssent toutes pour éviter qu'elles ne tombent esclaves entre les mains des Romains. Seule Hypsicratia, restée auprès du roi, y échappa.

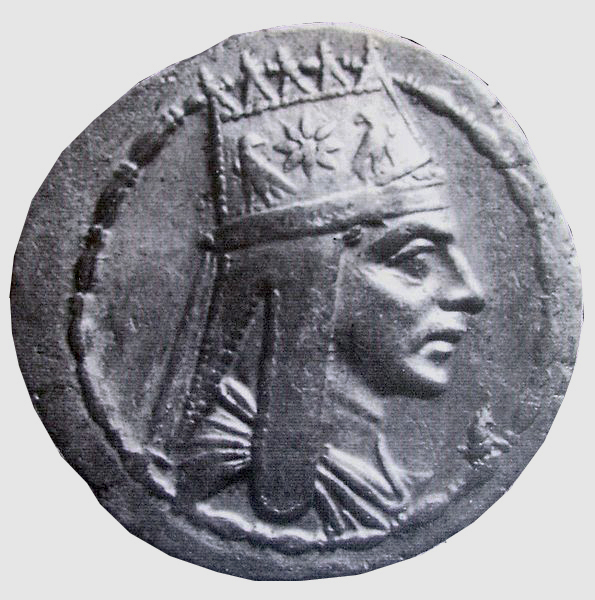
Tétradrachme représentant Tigrane II.

À bout de ressources, Mithridate se retira auprès de son gendre Tigrane, roi d'Arménie, qui l'accueillit à contre-cœur sans même l'admettre en sa présence et lui assigna une résidence écartée. Lucullus envoya à la cour de Tigrane son beau-frère Appius Claudius Pulcher pour exiger qu'on lui livre Mithridate.
Entre-temps, les Romains assiégeaient les villes de la côte pontique. Lucullus emporta d'assaut Amisos. La ville fut pillée et incendiée par des soldats romains enragés, malgré les efforts de Lucullus pour la sauver. Le général romain, qui admirait la culture grecque, entreprit aussitôt de la reconstruire.
Après avoir pris ses quartiers d'hiver (71-70 av. J.-C.) dans la province d'Asie, Lucullus s'occupa de soulager la misère qui régnait dans cette région accablée de dettes et saignée par les publicains. Cette situation était la conséquence de l'indemnité de guerre de 20 000 talents que Sylla avait imposée au Pont au terme de la première guerre mithridatique. Pour y mettre fin, Lucullus prit diverses mesures financières qui lui assurèrent la gratitude des Pontiques, mais aussi la rancune des publicains, qui le dénigrèrent à Rome.
Lorsqu'Appius Claudius Pulcher, après une longue attente, fut reçu par Tigrane, il lui signifia d'emblée que si Mithridate ne lui était pas remis, les Romains déclareraient la guerre à l'Arménie. Un auteur moderne livre une analyse des motivations complexes des différents protagonistes: Tigrane pouvait difficilement livrer son propre beau-père, et il semble qu'il ne pensait pas les Romains capables d'engager une coûteuse guerre simplement pour mettre la main sur l'ex-roi du Pont. C'était une erreur : d'une part Lucullus ne pouvait pas laisser impuni un tel refus, et d'autre part, comme l'avait montré l'épilogue de la première guerre mithridatique, aussi longtemps que Mithridate était vivant, il constituait une menace qu'il fallait éliminer une fois pour toutes.
Au printemps 69 av. J.-C., Lucullus traversa l'Euphrate et pénétra avec deux légions et cinq cents cavaliers en territoire arménien. Plutarque souligne à quel point l'entreprise paraissait dangereuse : les Romains pénétraient dans un pays immense disposant de dizaines de milliers de combattants. Dans un premier temps, Tigrane se refusa à croire que Lucullus avait mis sa menace d'invasion à exécution et fit mettre à mort le messager qui apportait la nouvelle. Il envoya à la rencontre de l'armée romaine un contingent de cavalerie commandé par Mithrobarzane, qui fut mis en déroute. Lucullus marcha ensuite sur Tigranocerte, la capitale que Tigrane venait de faire construire et en fit le siège, estimant que le roi d'Arménie n'abandonnerait pas son gynécée et les trésors qu'il y avait entassés. De son côté, Tigrane rassembla deux cent cinquante mille fantassins et cinquante mille cavaliers. Il envoya 6 000 cavaliers qui parvinrent à franchir les lignes romaines autour de Tigranocerte et à en ramener les concubines royales. L'Arménien, enhardi par ce succès et confiant dans sa supériorité numérique, ignora l'avis de Mithridate qui avait conseillé de ne pas affronter Lucullus en bataille rangée, mais de le harceler et de couper ses lignes de ravitaillement. L'affrontement eut lieu le 6 octobre près d'un fleuve que Plutarque n'identifie pas formellement, probablement le Tigre. Franchissant le fleuve, Lucullus donna l'assaut sans laisser aux troupes arméniennes le temps de se ranger en ordre de bataille. Il mit rapidement en déroute la cavalerie lourde, qui reflua vers l'infanterie et y jeta le désordre. Le combat tourna alors au carnage. Plutarque rapporte que plus de cent mille fantassins ennemis et la plus grande partie des cavaliers furent tués, tandis que les Romains ne comptaient que cent blessés et cinq tués. Plutarque cite également un des livres disparus de Tite-Live où celui-ci affirme que jamais on ne vit une telle disproportion de forces, les Romains combattant à un contre vingt. Lucullus s'empara ensuite de Tigranocerte et la livra au pillage.
Tenu à l'écart durant plus d'un an et demi, Mithridate reprit du service aux côtés de Tigrane, dont il réorganisa l'armée durant l'hiver 69-68 av. J.-C. Les deux rois offrirent une alliance au roi des Parthes, Phraatès III. De son côté, Lucullus envoya également un ambassadeur aux Parthes. Prenant prétexte d'un double jeu de Phraatès, il décida d'envahir son royaume, pour vaincre « comme un athlète, trois rois », écrit Plutarque. Il voulut faire venir du Pont deux légions qu'il y avait laissées. Ces deux légions (que l'on appelle souvent « fimbriennes », parce qu'elles avaient combattu sous les ordres de Caius Flavius Fimbria lors de la première guerre mithridatique) étaient notoirement indisciplinées : elles se mutinèrent et refusèrent de marcher. La mutinerie gagna les troupes accompagnant Lucullus, qui se vit forcé de renoncer à son projet. Il prit alors le chemin de l'ancienne capitale arménienne, Artaxata. Cette fois, les troupes arméniennes évitèrent le combat ouvert et harcelèrent les Romains. Le haut-plateau arménien est une région au climat inhospitalier où l'été est court et, malgré les supplications et les exhortations de Lucullus, les légionnaires épuisés refusèrent de continuer. À l'automne de 68 av. J.-C., le général romain dut faire retraite. Il repassa le Taurus et prit Nisibe, où il hiverna.
Il alla ensuite de déboire en déboire. Son beau-frère Publius Clodius Pulcher, qui faisait partie de son état-major, répandit, par rancune personnelle ou pour des raisons politiques, un esprit séditieux parmi les soldats romains, dénigrant Lucullus qu'il accusait de ne rechercher que son propre enrichissement et de risquer la vie de ses hommes dans des entreprises hasardeuses. À Rome, ses détracteurs travaillaient également à sa perte. Il fut peu à peu dépouillé de ses pouvoirs. En 68 av. J.-C., on lui enleva son poste de gouverneur d'Asie, tandis que Quintus Marcius Rex était nommé gouverneur de Cilicie. Au début de l'année suivante, le tribun de la plèbe Aulus Gabinius proposa que la Bithynie et le Pont fussent attribués à Manius Acilius Glabrio. Par le même plébiscite les légions fimbriennes furent licenciées.
Entre-temps, profitant de la lassitude des Romains, Mithridate, à la tête de 8 000 hommes, dont 4 000 Arméniens, pénétra en Arménie mineure, où il fut accueilli en libérateur. Il remporta une première victoire sur Fabius Hadrianus, le légat affecté à la région, lui tuant cinq cents hommes au cours d'un combat où il fut blessé. Au printemps 67 av. J.-C., il infligea ensuite à Triarius, un autre légat de Lucullus, une défaite écrasante à la bataille de Zéla : plus de sept mille Romains furent tués, dont cent cinquante centurions et vingt-quatre tribuns. La catastrophe aurait été pire si Mithridate n'avait été gravement blessé par un centurion romain qui avait réussi à l'approcher. Tandis que Mithridate reconquérait le Pont, Tigrane ravageait la Cappadoce. Quant à Lucullus, il n'exerçait plus aucun contrôle sur ses soldats, qui en étaient arrivés à le tourner en dérision.

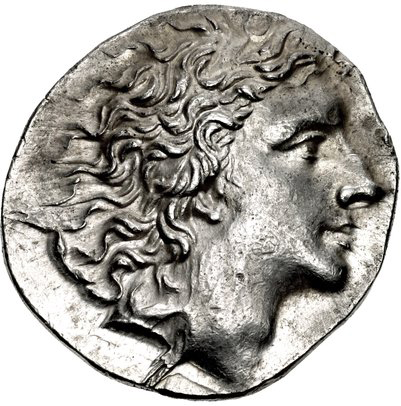
Pièce de monnaie en argent à l'effigie de Mithridate VI.

## Pompée supplante Lucullus
Mais, au printemps de 66 av. J.-C., Pompée, vainqueur des pirates et qui avait obtenu par le vote de la lex Manilia des pouvoirs d’imperium exceptionnels en Asie mineure, arriva de Cilicie. Selon Dion Cassius, sa première action aurait été de proposer la paix à Mithridate, qui aurait ignoré ces ouvertures, espérant gagner le roi des Parthes Phraatès à sa cause. Pompée se montra plus rapide et conclut lui-même une alliance avec ce dernier, l'incitant à attaquer le territoire arménien. Effrayé, Mithridate aurait alors demandé la paix. Face aux exigences exorbitantes de Pompée, les soldats pontiques se révoltèrent et il ne put les calmer qu'en prétendant que ses émissaires n'avaient pas été chargés de négocier, mais d'observer ce que faisaient les Romains.
Pompée se rendit en Galatie pour relever Lucullus de son commandement. L'entrevue commença de manière courtoise, mais le ton monta entre les deux hommes, et il s'en fallut de peu qu'ils n'en viennent aux mains, retenus par leurs gardes du corps.
Les Romains prirent alors l'offensive. Face à l'avance romaine, Mithridate évita le combat, harcela l'ennemi et détruisit les régions qu'il traversait pour l'affamer. Plutarque écrit qu'il « n'osait risquer la bataille ». S'ensuivirent une série de marches, dont les auteurs antiques font un récit souvent confus. Pompée se dirigea vers l'Arménie Mineure. Mithridate s'était retranché dans un réduit montagneux, mais dut l'évacuer par manque d'eau. Comme il avait ensuite établi son camp sur une hauteur bien pourvue d'eau, Pompée l'encercla. Au bout de quarante-cinq jours, Mithridate, ayant fait tuer les malades et les blessés, s'échappa à nouveau à la faveur de la nuit. Les Romains, ne lui laissant pas de répit, finirent par le rattraper et le surprirent au milieu de la nuit. Plutarque en a laissé un récit souvent repris. Les officiers de Pompée le convainquirent de ne pas attendre le matin et d'attaquer immédiatement. Les légionnaires ayant la lune dans le dos, celle-ci projetait des ombres très longues qui trompèrent leurs adversaires : les soldats pontiques lancèrent leurs javelots trop tôt sans atteindre les Romains. Mithridate, qui perdit plus de 10 000 morts dans l'affaire parvint néanmoins à s'échapper avec une poignée de fidèles, dont sa concubine Hypsicratie.
Rejeté par Tigrane, qui offrit même cent talents pour sa capture, Mithridate n'eut d'autre choix que de gagner la Colchide où il passa l'hiver 66-65 av. J.-C. Il se rendit ensuite à Panticapée. S'étant rendu maître du royaume du Bosphore, sur les bords de la Méotide, où il écrasa l'armée de son fils Macharès qui tentait de lui résister, il aurait conçu le projet hasardeux de transporter une armée dans l'Ouest du Pont-Euxin, en Dacie, chez son allié Burebista, pour attaquer avec ce dernier l'Italie. Mais, par un blocus naval, Pompée poussa à la révolte les cités grecques de Chersonèse et de Scythie mineure, exaspérées par la fiscalité pontique et la ruine de leur commerce. Une révolution de palais, menée par son fils Pharnace, contraignit Mithridate au suicide. Joint à la Bithynie, son royaume héréditaire constitua une nouvelle province romaine, tandis que Pharnace recevait de Pompée le royaume du Bosphore, succédant à son frère Macharès.
Mithridate a laissé, comme Hannibal, le souvenir d’un adversaire déterminé de Rome. Mais il a épuisé ses ressources dans des expéditions mal calculées, de telle sorte qu’il ne put résister à l’assaut final.